# Trolejbusy w Nukusie
Trolejbusy w Nukusie − zlikwidowany system komunikacji trolejbusowej w Nukusie w Uzbekistanie.

## Historia
Pierwszą linię trolejbusową w Nukusie uruchomiono w 1991. Drugą linię uruchomiono w 2002. System zlikwidowano w 2007.

## Linie
W Nukus istniały dwie linie trolejbusowe:
- 1: Старый Город (Гоне кала) − Ж/д вокзал
- 2: Гоне Кала (Старый город) - ?

## Tabor
Do obsługi sieci eksploatowano trolejbusy typu ZiU-9.